# Diadoch z Fotyki
Diadoch z Fotyki (zm. V wiek) – grecki pisarz wczesnochrześcijański, biskup Fotyki w Epirze.
Jest autorem dzieł dotyczących ascezy chrześcijańskiej. Być może stał na czele wspólnoty mniszej. W 451 został biskupem Fotyki. W 458 sygnował list do cesarza wschodniorzymskiego Leona I w sprawie niepokojów w Aleksandrii, do której mógł trafić uprowadzony przez Wandalów. Autor: Kazania o Wniebowstąpieniu, Wizji, Katechezy oraz Stu rozdziałów o doskonałości duchownej. Zabrał głos w polemice z monofizytami i mesalianami, broniąc wartości sakramentu chrztu. Diadocha z Fotyki cytowali m.in. Maksym Wyznawca i Focjusz I Wielki. Fragmenty dzieła o doskonałości duchowej znajdują się w brewiarzu katolickim.